# Haliclona accomodata
Haliclona accomodata är en svampdjursart som först beskrevs av Schmidt 1868.  Haliclona accomodata ingår i släktet Haliclona och familjen Chalinidae. Inga underarter finns listade i Catalogue of Life.